# Intuitionism
Denna artikel behandlar intuitionism inom matematik. För intuitionism i den moralfilosofiska betydelsen, se Etisk intuitionism.
Intuitionism, matematikfilosofisk åskådning grundad av Luitzen Egbertus Jan Brouwer, enligt vilken stora delar av den klassiska matematiken måste förkastas. 
Enligt intuitionismen är matematiken en mer grundläggande mental aktivitet än logiken, i motsats till vad logicismen hävdar. Enligt intuitionismen konstruerar vi talen ett, två, tre, fyra,... som mentala objekt, som mentala verktyg att räkna med. Först därefter börjar vi resonera om dessa objekt. Matematiken handlar alltså, enligt intuitionismen, om objekt som det skapande subjektet har i sitt medvetande. Det enda rimliga sanningskriteriet för "det existerar ett objekt sådant att..." måste då bli att det skapande subjektet kan konstruera, i sitt medvetande, ett objekt som uppfyller den aktuella egenskapen. Detta resulterar i en mycket annorlunda syn på när existens kan anses bevisad i matematiken: intuitionisten accepterar endast bevis som ger en metod för att konstruera objektet som påstås existera. Intuitionismen är på detta sätt en konstruktivistisk grund för matematiken.
Exempel på en logisk regel som inte gäller enligt intuitionismen är lagen om det uteslutna tredje. Denna lag säger att för varje påstående A gäller att "A eller inte A" är sant. Man accepterar alltså inte klassisk logik utan endast intuitionistisk logik.